# Lizard
1970 decemberében jelent meg a King Crimson harmadik albuma, a Lizard. Ez volt az együttes második albuma, amit egy olyan átmeneti felállás vett fel, ami soha sem turnézott (az előző ilyen album az In the Wake of Poseidon volt). Ez az együttes egyetlen albuma, melynek készítésében Gordon Haskell énekes-basszusgitáros és Andy McCulloch dobos hivatalos tagként vett részt.

## A borító
A Lizard borítóján látható illusztráció Gini Barris munkája, akit Peter Sinfield bízott meg a feladattal.
A külső borítón a „King Crimson” felirat látható díszes, középkori stílusú betűkkel kiírva (a „King” a hátsó, a „Crimson” az elülső borítón). Minden betűben egy-egy kép látható, melyeket Sinfield dalszövegei ihlettek. A „Crimson” betűiben látható képek a Lizard tételeit, a „King” képei pedig az első négy dalt szimbolizálják.

## Az album dalai
Minden dalt Robert Fripp és Peter Sinfield írt.
1. Cirkus – 6:27
  - Entry of the Chameleons
2. Indoor Games – 5:38
3. Happy Family – 4:22
4. Lady of the Dancing Water – 2:47
5. Lizard – 23:15
  - Prince Rupert Awakes
  - Bolero: The Peacock's Tale
  - The Battle of Glass Tears
    - Dawn Song
    - Last Skirmish
    - Prince Rupert's Lament

  - Big Top

## Közreműködők
- Robert Fripp – gitár, Mellotron, elektromos billentyűs hangszerek és más berendezések
- Gordon Haskell – ének, basszusgitár
- Mel Collins – szaxofon, fuvola
- Andy McCulloch – dob, ütőhangszerek
- Peter Sinfield – dalszövegek, EMS VCS 3 szintetizátor, illusztráció

### Vendégzenészek
- Keith Tippett – zongora, elektromos zongora
- Robin Miller – oboa, angolkürt
- Mark Charig – kornett
- Nick Evans – harsona
- Jon Anderson – ének (Prince Rupert Awakes)

### Produkció
- Robin Thompson – hangmérnök
- Geoff Workman – hangmérnök asszisztens
- Robert Fripp – producer
- Peter Sinfield – producer